# Gubernia Kursk
Gubernia Kursk (în rusă Ку́рская губе́рния, transliterat: Kurskaia gubernia) a fost o diviziune administrativă a Imperiului Rus, aflată în Rusia europeană. Ea a existat între 1796 și 1928; iar capitala sa era orașul Kursk.